# ABCファンライフ
株式会社ABCファンライフ（英: ABC FUN LIFE Inc.）は、大阪府大阪市福島区に本社を置き、テレビ・ラジオ番組の制作及び通販事業を行う企業。朝日放送グループホールディングスの完全子会社である。
1998年に、株式会社朝日ミュージックサービス（略称：AMS）と株式会社朝日音楽出版の合併によって株式会社エー・ビー・シーメディアコム（略称：AMC）として設立。2019年3月31日までは、朝日放送でラジオ編成局長などを歴任した川崎宏が、社長を務めた。2023年4月1日をもって現商号に変更。この『ファンライフ』という社名には「お客様・地域のみなさまの[FUN＝楽しい][LIFE=生活・人生]のパートナーになれるような会社でありたい」という想いが込められているという。

## 事業内容
- 朝日放送テレビ（ABCテレビ）による通信販売業務を運営
- 朝日放送ラジオ（ABCラジオ）の番組制作や放送イベント制作

### 業務の移管・集約
これまで行ってきた音楽著作権管理の事業に関しては、「朝日放送グループ内の機能を統合し、ビジネスをさらに推進する体制を構築すること」を理由に、2020年4月1日付をもってエー・ビー・シーメディアコムからABCフロンティアホールディングス（現ABCフロンティア）に移管・集約した。今後はABCフロンティアが音楽出版事業・音楽関連事業を担う。

### 株式取得による子会社化
2024年4月8日に当社は京都市に本社がある『Eim』という20代から40代をターゲットにした女性向けアパレルブランドのEC事業を手掛けている企業の全ての発行済み株式を譲受するという株式譲渡契約を締結した。これによって、当社の子会社になることで朝日放送グループでのライフスタイル事業の拡大を目指すと共に、「今後も市場成長が予想されるEC事業をより一層強化していく」としている。

### 吸収合併による通販事業会社の再編
2025年4月1日をもって、同じ通販事業会社のONE DAY DESIGNを吸収合併するという事業再編を行った。この合併によって、両社が有している通販事業に関連する機能やノウハウを統合して、購買ターゲット層の拡大に加え、商品の調達ルートや運営体制の整理と統合といった効率化を進めて、テレビとネットの通販事業の強化を図る。

## 通販番組
朝日放送テレビ
- 浦川&ナジャのウラのウラまで失礼します
- せのぶら本舗

以下はいずれも、旧朝日放送時代に放送。
- せのぶら!
- 西川きよしのおしゃべりあるき目です
- きよし・黒田の今日もへぇーほぉー

朝日放送ラジオ
- 秋吉英美のスマイル本舗（日曜、午前6時〜6時20分）
- 橋詰優子のサンデーかうも。（日曜、午前6時00分〜6時30分）※放送終了

## 制作番組
朝日放送ラジオ番組
- 朝も早よから　中原秀一郎（→芦沢誠・桂紗綾）です（月曜日-金曜日、午前5時-6時30分）
- おはようパーソナリティ道上洋三です（月曜日-金曜日、午前6時30分-午前9時）
- ドッキリ!ハッキリ!三代澤康司です（月曜日-金曜日、午前9時-12時）
- ABCパワフルアフタヌーン（火曜日〜金曜日、午後0時-午後3時）※月曜日の『上沼恵美子のこころ晴天』は除く。
- 武田和歌子のぴたっと。（月曜日〜金曜日、午後3時-午後5時）
- 下埜正太のショータイムレディオ（金曜日、午後10時-翌午前1時）
- with you（火曜日-土曜日、午前1時-4時15分）
- サクサク土曜日 中邨雄二です（土曜日、午前7時30分-10時）
- 征平・吉弥の土曜も全開!!（土曜日、午前10時-12時）
- 全力投球!!妹尾和夫です。サンデー（日曜日、午前10時-12時）
- 小林大作のメモリーズ・オブ・ユー（日曜日、午後5時-5時55分）
- 土曜いそべ堂（土曜日、午後7時-9時））
- 村上信五の週刊関ジャニ通信（月曜日、午前0時-0時30分）

ほか多数
朝日放送テレビ番組
- MUSIC FILE（全曜日クロージング直前の数分間に放送される音楽番組）
- GAKUON!（〃）

ほか

## 過去の制作番組
テレビ番組
- エンカメ（水曜　深夜1:39～）

ラジオ番組
- 慶元まさ美のおはようパートナー（月曜日〜金曜日、午前5時～6時30分、2016年秋改編まで放送）
- もうすぐ夜明けABC（火曜日〜土曜日、午前3時〜午前4時15分、2017年12月まで放送）
- 9〜ジックナイト!（月曜以外、午後9時05分-21時55分または22時

## 主なラジオ番組スタッフ
- 上ノ薗公秀 "上の空P"（『ドッキリ!ハッキリ!三代澤康司です』P）
- 岡本安広（『桑原征平粋も甘いも』木曜日D、『征平・吉弥の土曜も全開!!』P）
- 奥川和昭 "奥ちゃん""奥P"（『桑原征平粋も甘いも』P、『兵動大樹のほわ〜っとエエ感じ。』P）
- 亀井信男 "がらぱ"（『とことん全力投球!!妹尾和夫です』P、『サクサク土曜日 中邨雄二です』P）
- 竹内一平 "イッペイ"（『おはようパーソナリティ道上洋三です』P）
- 渡邉大貴（『よなよな…』月曜日D）

### 異動
- 伊藤仁美 "ITO"（『桑原征平粋も甘いも』水曜日D、『征平・吉弥の土曜も全開!!』P）
- 吉田詩織 "眠り姫"（『おはようパーソナリティ道上洋三です』D、『ようこそ!伊藤史隆です』D、『サクサク土曜日 中邨雄二です』D）
  - 吉田は、産休から復帰後の2014年春より『おはようパーソナリティ道上洋三です』にアシスタントとして出演。アシスタントになってからは"しおり姫"と呼ばれた。2018年春の番組降板後は、通信販売の部署で活動。